# Серых, Роман Леонидович
Рома́н Леони́дович Серы́х (3 июля 1940, Ташкент — 15 сентября 2008, Москва) — советский и российский ученый в области теории железобетона, специалист в областях механики деформируемого твердого тела; прочности и деформации бетонов; композиционных материалов, вяжущих и бетонов и энергосберегающих технологий их получения. Внес существенный вклад в строительное материаловедение и разработку методов расчета железобетонных конструкций при нестационарных влажностных и температурных воздействиях для гражданского строительства, а также в исследование структуры и строительно-технических свойств ячеистых бетонов.
Ученик А. А. Гвоздева, основоположника советской научной школы теории железобетона.
Действительный член Российской инженерной академии, доктор технических наук, профессор. Советник Российской академии архитектуры и строительных наук. Член главной редколлегии Российской архитектурно-строительной энциклопедии (1998—2008). Главный редактор журнала «Бетон и железобетон» (1992—2008).

## Трудовая деятельность
Трудовую деятельность Р. Л. Серых начал в 19-летнем возрасте в качестве каменщика 8-го строительного участка Средазтрансстроя Министерства транспортного строительства СССР. После окончания Ташкентского института инженеров железнодорожного транспорта и срочной службы в рядах Советской Армии, работал строительным мастером в подразделении Главташкентстроя Министерства строительства Узбекской ССР. C 1966 по 1968 годы трудился инженером в проектных институтах Министерства сельского строительства УзССР и Министерства энергетики и электрификации СССР.
В 1968 году Р. Л. Серых приступил к научной и преподавательской деятельности. После окончания аспирантуры, в 1972 году занял должность заведующего лабораторией Московского автодорожного института (МАДИ). В 1975 году поступил на работу в Научно-исследовательский институт бетона и железобетона (НИИЖБ), где прошёл путь от старшего научного сотрудника до директора института. Трудился в лаборатории теории железобетона под руководством А. А. Гвоздева. Заведовал лабораторией ячеистых бетонов, занимал должность заместителя директора института. В 1988 году на основе альтернативных выборов избран коллективом НИИЖБ на должность директора.
Будучи руководителем головного научно-исследовательского института, Р. Л. Серых вел большую общественную работу. С 1988 года являлся Председателем научного совета Государственной научно-технической программы «Стройпрогресс-2000». В 1988—1989 годах участвовал в работе государственной комиссии по координации работ по ликвидации последствий землетрясения в Спитаке. С 1990 по 1994 годы член Президиума Европейского комитета по бетону и железобетону (ЕКБ) и председатель Национального комитета ЕКБ в СССР и России. Был одним из инициаторов создания научно-технической общественной организации Ассоциация «Железобетон», которая была образована в 1991 году путём слияния национального комитета Международной федерации по преднапряженному железобетону в СССР и Научно-координационного совета по бетону и железобетону Госстроя СССР.
Оставив по состоянию здоровья пост директора НИИЖБ, в 1994 году перешёл на должность начальника отдела организации и координации научно-исследовательских работ Российской академии архитектуры и строительных наук. Период с 1996 по 2002 годы посвятил государственной службе в ГКНТ—Миннауки—Минпромнауки России, где руководил отделами, занимавшимися вопросами строительства и производственных технологий. Являлся научным руководителем раздела «Строительный комплекс» федеральной целевой программы «Исследования и разработки по приоритетным направлениям развития науки и техники». С 1999 года принимал активное участие в работе Межведомственной комиссии по реализации федеральных целевых программ «Жилище» и «Сейсмобезопасность» и Межведомственной комиссии по сейсмическому районированию и сейсмостойкому строительству. Одновременно являлся советником Российской академии архитектуры и строительных наук (РААСН). За большой вклад в развитие строительных наук награждён грамотой РААСН.
Последние годы жизни академик Серых посвятил преподавательской деятельности в стенах Московского автомобильно-дорожного института (МАДИ) и Московского института коммунального хозяйства и строительства (МИКХиС). В 2002 году на базе одной из старейших кафедр МАДИ была создана кафедра «Здания и сооружения дорожного сервиса», на должность заведующего которой был приглашен Р. Л. Серых. Под его руководством кафедра проводила научные исследования в области развития и совершенствования технологии и инфраструктуры объектов дорожного сервиса на магистральных автомобильных дорогах, а также научно-исследовательские работы в рамках федеральной целевой программы «Исследования и разработки по приоритетным направлениям развития науки и техники». До последнего дня академик Серых поддерживал творческие связи с НИИЖБ, где вел исследовательскую работу в одной из лабораторий института.

## Вклад в науку, технику и образование
Основные направления научной работы академика Р. Л. Серых:
- теория и конструктивные формы железобетона[12];
- теоретические основы учёта деформаций усадки и ползучести бетона при расчете железобетонных конструкций;
- технология получения и применения высококачественных бетонов;
- теоретические основы технологий, разработка технических решений конструкций и совершенствование эксплуатационных характеристик лёгких и ячеистых бетонов и конструкций из них[13];
- теоретические основы и практические методы расчета и конструирования монолитных ограждающих конструкций из ячеистого бетона;
- научно-методологическая разработка, проектирование и реализация систем организационного управления строительными инновационными программами[14].

Фундаментальные исследования Р. Л. Серых и разработанные на их основе научно-технические предложения были включены в нормативные документы СНиП, ГОСТ, Eurocode и обеспечили надежность и длительную эксплуатацию зданий и сооружений на территории СССР, России, стран СНГ.
В качестве директора института НИИЖБ, академик Р. Л. Серых руководил деятельностью крупного коллектива ученых. Под его руководством были развиты новые научные направления, такие как разработка высокомеханизированных технологических линий для производства железобетонных и предварительно напряженных конструкций, изучение и нормирование показателей различных видов лёгких бетонов и полимербетонов, повышение долговечности железобетонных конструкций, разработка методов борьбы с коррозией, создание и освоение расширяющихся и напрягающих цементов и специальных видов бетонов, разработка и внедрение технологии строительства из монолитного ячеистого бетона. Были созданы новые лаборатории — анализа и прогноза развития железобетона и механики железобетона. Организованы филиалы кафедр двух институтов — МИСИ и ВЗИСИ — для подготовки и переподготовки научных и учебно-педагогических кадров в области теории железобетона. В 1996 году за разработку и внедрение тонкостенных преднапряженых конструкций коллективу ученых института была присвоена премия Правительства Российской Федерации в области науки и техники.
Под непосредственным руководством Р. Л. Серых подготовлено десять кандидатов наук и один доктор наук. Его ученики в настоящее время работают в России, Азербайджане, Казахстане, Узбекистане.
Является автором более 150 печатных работ (включая несколько монографий), множества авторских свидетельств, восьми российских патентов, одного американского патента, а также методических рекомендаций и учебных пособий в области проектирования и расчета строительных конструкций.

## Учёные степени и звания
Окончил Ташкентский институт инженеров железнодорожного транспорта (ТашИИТ) в 1965 году по специальности строительство железных дорог, путь и путевое хозяйство. Присвоена квалификация инженера путей сообщения — строителя.
Окончил аспирантуру Московского автодорожного института (МАДИ) в 1972 году по специальности строительные конструкции. Защитил кандидатскую диссертацию в 1974 году на тему «Исследование напряженного состояния конструктивного керамзитобетона при неравномерном влажностном воздействии». В 1979 году присвоено ученое звание старшего научного сотрудника по специальности «строительные конструкции». Получил ученую степень доктора технических наук в 1987 году, защитив диссертацию на тему «Прочность и деформации бетонов различных видов и конструкций при влажностных воздействиях». В 1991 году присвоено ученое звание профессора по кафедре строительных конструкций.
В 1990 году избран действительным членом Инженерной академии СССР (преобразована в Российскую инженерную академию), а в 1992 году — действительным членом Международной инженерной академии.
Умер в 2008 году. Праъ захоронен в колумбарии на Ваганьковском кладбище.

## Премии и награды

### Премии
- 1999 год — Премия Правительства Российской Федерации в области науки и техники за создание и внедрение в практику строительства высококачественных бетонов и технологии их изготовления[Награды 2]
- 1997 год — Премия Правительства Российской Федерации в области науки и техники за комплекс работ по теории железобетона[Награды 3]

### Почетные звания и знаки отличия
- Звание и нагрудный знак «Лауреат Премии Правительства Российской Федерации в области науки и техники» (дважды)[Награды 2][Награды 3]
- Звание и нагрудный знак «Почетный строитель России»[Награды 4]
- Почетное звание «Заслуженный инженер России»[Награды 5]
- Нагрудный золотой знак РИА «Заслуженный инженер России»[Награды 6]
- Нагрудный знак «Почетный транспортный строитель»[Награды 7]
- Нагрудный знак «Почетный монтажник»[источник не указан 4553 дня]
- Нагрудный знак «Победитель социалистического соревнования 1980 года»[Награды 8]
- Золотая медаль «Лауреат ВДНХ СССР» (дважды)[Награды 9][23]
- Серебряная медаль «Лауреат ВДНХ СССР»[Награды 10]
- Бронзовая медаль «За успехи в народном хозяйстве СССР»[Награды 11]

### Медали
Государственные
- Юбилейная медаль «Двадцать лет Победы в Великой Отечественной войне 1941—1945 гг.» (1965)[Награды 12]
- Медаль «Ветеран труда» за долголетний добросовестный труд (1986)[Награды 13]
- Медаль «В память 850-летия Москвы» за значительный вклад в развитие Москвы (1997)[Награды 14]

Прочие
- Юбилейная медаль «Маршал Советского Союза Жуков» (1997)[Награды 15]
- Юбилейная медаль «80 лет Великой Октябрьской Социалистической Революции» (1997)[Награды 16]
- Юбилейная медаль «80 лет Вооруженных сил СССР» (1997)[Награды 17]
- Юбилейная медаль «Пятьдесят лет победы советского народа в Великой Отечественной войне 1941—1945 гг.» (1997)[Награды 18]
- Медаль «За большой вклад в развитие архитектуры, строительной науки, строительства и жилищно-коммунального хозяйства Российской Федерации» (дважды, 2001)[источник не указан 4554 дня]
- Медаль имени М. В. Келдыша за заслуги перед отечественной космонавтикой (2004)[Награды 19]
- Юбилейная медаль «V лет МИА»[Награды 20]

## Научные работы
Книги, монографии и статьи
1. Серых Р. Л., Ясевич А. И., Матвеева С. В. Влияние агрессивной среды на величину коррозии арматуры в плотном бетоне // Вторая научно-техническая конференция по вопросам строительных материалов для железнодорожного, промышленного и гражданского строительства, Ташкент, 19-25 мая 1969 г : сб. тр. конф. — Ташкент: МПС СССР, 1969.
2. Серых Р. Л. Коррозия арматуры в железобетонных шпалах // Вторая научно-техническая конференция по вопросам строительных материалов для железнодорожного, промышленного и гражданского строительства, Ташкент, 19-25 мая 1969 г : сб. тр. конф. — Ташкент: МПС СССР, 1969.
3. Серых Р. Л. Применение керамзитобетона в конструкции градирен : отчет о НИР (промежуточ.). — М.: МАДИ, 1971. — 150 с.
4. Серых Р. Л. Применение керамзитобетона в конструкции градирен : отчет о НИР. — М.: МАДИ, 1972. — 80 с.
5. Серых Р. Л. К вопросу о применении конструктивного керамзитобетона в конструкциях градирен // Труды Теплоэлектропроект : сб. науч. тр. — М.: Теплоэлектропроект, 1972. — Вып. 13.
6. Серых Р. Л. Особенности усадки и набухания конструктивного керамзитобетона // Труды МАДИ. Мосты и строительная механика : сб. науч. тр. — М.: МАДИ, 1972. — Вып. 36.
7. Серых Р. Л. Исследование усадки конструктивного керамзитобетона // Труды МАДИ. Мосты и строительная механика : сб. науч. тр. — М.: МАДИ, 1972. — Вып. 46.
8. Серых Р. Л. Оценка усадочных напряжений в конструктивном керамзитобетоне // Труды МАДИ. Мосты и строительные конструкции : сб. науч. тр. — М.: МАДИ, 1973. — Вып. 56.
9. Серых Р. Л. Исследование работы керамзитобетона в условиях кислотно-газовой агрессии : отчет о НИР. — М.: МАДИ, 1974. — 185 с.
10. Серых Р. Л. Исследование напряженного состояния конструктивного керамзитобетона при неравномерном влажностном воздействии : диссертация на соискание ученой степени канд. технич. наук ; защищена 1974 г. : утв. 1974 г. / Роман Леонидович Серых. — М., 1974. — 140 с.
11. Серых Р. Л. Исследование напряженного состояния конструктивного керамзитобетона при неравномерном влажностном воздействии : автореферат. — 1974. — 23 с. — Реф. дисс.: Серых Р.Л. Исследование напряженного состояния конструктивного керамзитобетона при неравномерном влажностном воздействии : диссертация на соискание ученой степени канд. технич. наук ; защищена 1974 г. : утв. 1974 г. Роман Леонидович Серых. М.: 1974. 140 с с.
12. Серых Р. Л., Круглов Е. З., Гвоздик В. С. Исследование усадочных свойств бетона на трепельном гравии // Строительная индустрия : реф. информация. — М., 1975. — Вып. 17.
13. Серых Р. Л. Легкий бетон на диатомитовом гравии // Труды МАДИ. Мосты и строительные конструкции : сб. науч. тр. — М.: МАДИ, 1975. — Вып. 115.
14. Деллос К. П., Серых Р. Л., Викторов Б. И., Ловшин С. С. Исследование работы тонкостенных керамзитобетонных конструкций при влажностных воздействиях // Известия высших учебных заведений. Строительство и архитектура : науч.-теоретич. журн. — Новосибирск: Новосибирский инженерно-строительный институт, 1977. — № 7.
15. Серых Р. Л. Прочностные и деформативные свойствабетонополимера при осевом сжатии // Строительные материалы и изделия : реф. информация ЦИНИС. — М.: ЦИНИС, 1977. — Вып. 11.
16. Серых Р. Л., Максимов Ю. В., Джабаров В. М., Касымов И. К. Получение и использование бетонополимера // Строительство и архитектура Узбекистана. — Ташкент, 1977. — № 2.
17. Коновалов С. В., Трусканов Б. И., Серых Р. Л. Исследование физико-механических и деформативных характеристик бетонов на диатомитовом гравии и возможности применения их в дорожных покрытиях // Труды МАДИ. Строительство и эксплуатация автомобильных дорог : сб. науч. тр. — М.: МАДИ, 1977. — Вып. 133.
18. Серых Р. Л. Релаксация напряжений в бетонополимере // Строительные материалы и изделия : реф. информация ЦИНИС. — М.: ЦИНИС, 1978. — Вып. 11.
19. Круглов Е. З., Серых Р. Л., Клюева Т. В. Исследование свойств бетона на трепельном гравии для изготовления строительных конструкций // Труды МАДИ. Исследования элементов строительных конструкций : сб. науч. тр. — М.: МАДИ, 1978. — Вып. 158.
20. Серых Р. Л. Экспериментально-теоретическое определение полей влажности в конструкциях из легких бетонов // Труды МАДИ. Исследования элементов строительных конструкций : сб. науч. тр. — М.: МАДИ, 1978. — Вып. 158.
21. Серых Р. Л. Влагосодержание легкого бетона при его контакте с водой // Труды МАДИ. Исследования элементов строительных конструкций : сб. науч. тр. — М.: МАДИ, 1978. — Вып. 158.
22. Серых Р. Л. Влияние водонасыщения на прочность бетона при сжатии // Бетон и железобетон. — М.: Стройиздат, 1978. — № 8. — С. 16—17. — ISSN 0005-9889.
23. Серых Р. Л., Калашников Ю. К. Ползучесть шлакощелочных бетонов // Шлакощелочные цементы, бетоны и конструкции. — Киев: КИСИ, Вищашкола, 1979. — С. 131—132.
24. Александровский С. В., Серых Р. Л. Ползучесть бетонополимера при сжатии // Известия высших учебных заведений. Строительство и архитектура : науч.-теоретич. журн. — Новосибирск: Новосибирский инженерно-строительный институт, 1979. — № 4.
25. Александровский С. В., Серых Р. Л. Ползучесть частично пропитанных бетонополимеров // Труды МАДИ. Исследования элементов строительных конструкций : сб. науч. тр. — М.: МАДИ, 1980.
26. Деллос К. П., Серых Р. Л., Обухов Б. В. Ползучесть бетона на напрягающем цементе // Труды МАДИ. Исследования элементов строительных конструкций : сб. науч. тр. — М.: МАДИ, 1980.
27. Серых Р. Л., Калашников Ю. К. Прочность и ползучесть бетонов на шлакощелочных вяжущих // Поведение бетонов и элементов железобетонных конструкций при воздействии различной длительности : сб. науч. тр. — М.: НИИЖБ, 1980. — С. 40—47.
28. Серых Р. Л., Калашников Ю. К. Деформации ползучести шлакощелочного бетона при сжатии // Измерения физико-механических свойств и характеристик структуры строительных материалов : сб. науч. тр. — М.: ВНИИФТРИ, 1981. — С. 72—77.
29. Серых Р. Л., Джабаров В. М. Исследование внутренних напряжений в составляющих компонентах бетонополимера // Известия высших учебных заведений. Строительство и архитектура : науч.-теоретич. журн. — Новосибирск: Новосибирский инженерно-строительный институт, 1980. — № 2.
30. Серых Р. Л., Патуроев В. В., Джабаров В. М., Юсупов Р. А. Влияние армирования на напряженно-деформированное состояние бетонополимера // Бетон и железобетон. — М.: Стройиздат, 1980. — № 4. — ISSN 0005-9889.
31. Серых Р. Л., Ильин О. Ф. К вопросу об определении параметра упруго-пластических свойств бетона при длительном действии нагрузки // Работоспособность строительных материалов в условиях воздействия различных эксплуатационных факторов : межвуз. сб. — Казань, 1980. — С. 49—51.
32. Серых Р. Л., Калашников Ю. К. Прочность и ползучесть высокопрочных шлакощелочных бетонов // Прочностные и деформативные характеристики элементов бетонных и железобетонных конструкций : сб. науч. тр. — М.: НИИЖБ, 1981. — С. 30—38.
33. Богословский В. А., Серых Р. Л., Волков Ю. С. Новый стандарт на метод испытаний на выносливость // Бюллетень строительной техники. — М.: БСТ, 1981. — № 4. — ISSN 0007-7690.
34. Богословский В. А., Щербаков Е. Н., Серых Р. Л. Новая методика при определении усадки и ползучести бетона // Бюллетень строительной техники. — М.: БСТ, 1981. — № 4. — ISSN 0007-7690.
35. Гвоздев А. А., Щербаков Е. Н., Серых Р. Л., Кап К. М., Одинцов Е. С., Красновский Р. С., Богословский В. А. Методы определения деформаций усадки и ползучести бетона // Бетон и железобетон. — М.: Стройиздат, 1981. — № 7. — ISSN 0005-9889.
36. Волков Ю. С., Богословский В. А., Серых Р. Л. Стандарт на методы определения выносливости бетона // Бетон и железобетон. — М.: Стройиздат, 1981. — № 9. — ISSN 0005-9889.
37. Серых Р. Л. Ползучесть некоторых видов бетонов // Бетон и железобетон. — М.: Стройиздат, 1981. — № 11. — С. 11. — ISSN 0005-9889.
38. Баженов Ю. М., Серых Р. Л., Цутляев И. Е., Тян В. Н. Ползучесть клеящих соединений бетонополимеров на основе полиметалметакрилатов // Бетон и железобетон. — М.: Стройиздат, 1981. — № 2. — ISSN 0005-9889.
39. Серых Р. Л. Усадка бетона на шлакощелочных вяжущих // Тяжелый бетон и его разновидности : сб. науч. тр. — М.: НИИЖБ, 1981. — С. 80—87.
40. Серых Р. Л. Усадка и ползучесть бетонов на шлакощелочных вяжущих // Длительное сопротивление бетонных и железобетонных конструкций : сб. науч. тр. — Одесса, 1981. — С. 37—38.
41. Касимов Э. К., Джабаров В. М., Максимов Ю. В., Серых Р. Л. Бетоны, модифицированные мономерами / Ташкентский политехн. институт им. Абу Райхана Беруни. — Ташкент: Фан, 1982. — 120 с.
42. Батраков В. Г., Иссерс Ф. А., Серых Р. Л., Фурманов С. И. Свойства мелкозернистых смесей и бетонов с добавкой суперпластификатора // Бетон и железобетон. — М.: Стройиздат, 1982. — № 10. — С. 22—24. — ISSN 0005-9889.
43. Фридман С. Л., Иссерс Ф. А., Серых Р. Л. Влияние суперпластификатора С-4 на деформативные свойства бетона // Труды НИИЖБ. Исследование и применение бетонов с суперпластификаторами : сб. науч. тр. — М.: НИИЖБ, 1982.
44. Серых Р. Л. Ползучесть бетона при его увлажнении под нагрузкой // Труды НИИЖБ : сб. науч. тр. — М.: НИИЖБ, 1982. — С. 39—48.
45. Серых Р. Л., Карпуничкина В. И. Особенности релаксации напряжений в бетонном элементе при его увлажнении и высушивании // Труды МАДИ. Сопротивление элементов железобетонных конструкций действию статических и динамических нагрузок : сб. науч. тр. — М.: МАДИ, 1984.
46. Серых Р. Л., Бамбура А. Н., Туляганов А. А. Прочность и деформация легких щелочных бетонов // Вторая всесоюзная конференция : сб. тр. конф. — Киев, 1984.
47. Гвоздев А. А., Залесов А. С., Серых Р. Л. Новые нормы проектирования бетонных и железобетонных конструкций // Бетон и железобетон. — М.: Стройиздат, 1985. — № 6. — ISSN 0005-9889.
48. Гуща Ю. П., Бруссер М. И., Краковский М. Б., Серых Р. Л., Скубко В. М. О переходе от классов по прочности к маркам // Бетон и железобетон. — М.: Стройиздат, 1985. — № 10. — ISSN 0005-9889.
49. Щербаков Е. Н., Серых Р. Л., Одинцов Е. С., Дубцов О. В. Новый метод ускоренного определения деформаций ползучести цементных бетонов // Бюллетень строительной техники. — М.: БСТ, 1985. — № 8. — ISSN 0007-7690.
50. Серых Р. Л. Определение условий в бетонном элементе при его увлажнении в нагруженном состоянии // Влияние климатических условий и режимов нагружения на деформации и прочность бетонов и конструкций. — Тбилиси: ИСМиС АН Груз. ССР, 1985.
51. Серых Р. Л., Москвин В. М., Фурманов С. И., Калашников Ю. К. Прочность и деформации мелкозернистых бетонов с добавками суперпластификаторов // Бетоны с эффективными модифицирующими добавками. — М.: НИИЖБ, 1985. — С. 25—33.
52. Серых Р. Л. Оценка совместной работы лицевого слоя и бетона. — ВНИИЭСМ, 1986.
53. Серых Р. Л., Будагянц Л. И. О взаимосвязи между классом бетона по прочности на сжатие и маркой по самонапряжению // Бетон и железобетон. — М.: Стройиздат, 1986. — № 8. — С. 45. — ISSN 0005-9889.
54. Агаджанов В. И., Бруссер М. И., Серых Р. Л. О пересчете стоимости бетона при назначении классов бетона по прочности на сжатие // Бетон и железобетон. — М.: Стройиздат, 1986. — № 10. — С. 31. — ISSN 0005-9889.
55. Серых Р. Л., Калашников Ю. К. Деформативность мелкозернистого бетона с добавкой С-3 в условиях совместного воздействия длительной нагрузки разного уровня нестандартной влажности окружающей среды // Труды НИИЖБ. Напряженное деформированное состояние бетонных и железобетонных конструкций : сб. науч. тр. — М.: НИИЖБ, 1986. — С. 126—137.
56. Деллос К. П., Серых Р. Л., Обухов Б. В. Ползучесть и деформации последствия напрягающих бетонов // Труды МАДИ : сб. науч. тр. — М.: МАДИ, 1987. — С. 59—62.
57. Серых Р. Л., Третьяков О. Е. Ползучесть особо тяжелого бетона // Труды МАДИ : сб. науч. тр. — М.: МАДИ, 1987. — С. 45—49.
58. Серых Р. Л. Бетоны различных видов и их показатели, необходимые для расчета конструкций : сб. науч. тр. — Л.: ЛДНТП, 1987.
59. Серых Р. Л. Прочность и деформативность шлакощелочных бетонов // Бетон и железобетон. — М.: Стройиздат, 1987. — № 2. — С. 16—17. — ISSN 0005-9889.
60. Серых Р. Л. О нормировании коэффициента теплопроводности ячеистого бетона. — Таллин: Экспериментальный комбинат «Бит», 1987. — С. 16—17.
61. Серых Р. Л. Прочность и деформации бетонов различных видов и конструкций при влажностных воздействиях : диссертация на соискание ученой степени докт. технич. наук ; защищена 1987 г. : утв. 1987 г. / Серых Роман Леонидович. — М., 1987.
62. Серых Р. Л., Пахомов В. А. Конструкции из шлакощелочных бетонов. — М.: Стройиздат, 1988. — 156 с.
63. Серых Р. Л., Акимов А. П. Эффективный материал для монолитного строительства // Бетон и железобетон. — М.: Стройиздат, 1988. — № 7. — ISSN 0005-9889.
64. Серых Р. Л. Ячеистым бетонам — дальнейшее развитие // Бетон и железобетон. — М.: Стройиздат, 1988. — № 7. — ISSN 0005-9889.
65. Глуховский В. Д., Серых Р. Л., Ткаленко С. А. Ползучесть и релаксации шлакощелочного бетона // Промышленное строительство и инженерные сооружения : науч.-производств. сб. Госстроя УССР, Акад. строит. и арх. УССР, НИИ внедрения передового опыта в строит. и техн. информ. Акад. строит. и арх. УССР. — Киев, 1988. — № 3. — С. 9—10.
66. Эффективные маломатериалоёмкие железобетонные конструкции : сб. науч. тр / под ред. Р. Л. Серых. — М.: НИИЖБ, 1988.
67. Повышение качества и эффективности применения бетона и железобетонных изделий и конструкций : сб. науч. тр / под ред. Б. А. Крылова, Р. Л. Серых. — М.: НИИЖБ, 1988. — 209 с.
68. Капкин М. М., Серых Р. Л., Фигаровский В. О соотношении между прочностью и морозостойкостью тяжелого бетона // Бетон и железобетон. — М.: Стройиздат, ?. — ISSN 0005-9889.
69. Серых Р. Л. Государственная научно-техническая программа «Стройпрогресс-2000» // Бетон и железобетон. — М.: Стройиздат, 1989. — № 9. — ISSN 0005-9889.
70. Серых Р. Л. Научно-технические разработки в московском строительстве. — М.: Дом научно-технической пропаганды, 1989.
71. Серых Р. Л., Жуков В. А. Sanacja armiranobetonskih konstrukcija posle pozara (серб.) // Симпозиум-89, Аранджеловац (Сербия), 26-27 октября 1989 г : сб. тр. конф. — Белград, 1989.
72. Серых Р. Л., Чистяков Е. А., Крамарь В. Г. О проекте норм ЕКБ-ФИП // Бюллетень строительной техники. — М.: БСТ, 1989. — № 3. — ISSN 0007-7690.
73. Исследование ячеистых бетонов и конструкций : сб. науч. тр / гл. ред. Р. Л. Серых ; ред. К. П. Муромский. — М.: НИИЖБ, 1989. — 111 с.
74. Серых Р. Л., Муромский К. П., Гараев А. Н. Проблемы применения ячеистого бетона естественного твердения в монолитном домостроении // Прочность, трещиностойкость и деформативность зданий. — Пенза: Дом научно-технической пропаганды, 1990.
75. Серых Р. Л., Вертелов Л. М., Башлыков Н. Ф., Волков Ю. С., Соломонов В. В. Качество строительных материалов и сейсмостойкость зданий // Бетон и железобетон. — М.: Стройиздат, 1990. — № 5. — ISSN 0005-9889.
76. Серых Р. Л., Мамедов Т. И., Волков Ю. С. XI конгресс Международной организации по преднапряженному бетону // Бетон и железобетон. — М.: Стройиздат, 1990. — № 12. — ISSN 0005-9889.
77. Серых Р. Л., Мамедов Т. И., Волков Ю. С. XI конгресс ФИП: повышение качества железобетона // Бетон и железобетон. — М.: Стройиздат, 1990. — № 12. — ISSN 0005-9889.
78. Roman Serykh, Georgiy Soloviev, Vasiliy Paturoev. Prefabrication of Large-Size Products and Components from Polymer Concretes (англ.) // International Symposium on Concrete Polymer Composites, Bochum (Germany), March 1991 : proceedings of the symposium. — Bochum: RILEM, 1991.
79. Roman Serykh. Some Questions of Research into Durability of Dielectric Polymer Concretes (англ.) // International Symposium on Concrete Polymer Composites, Bochum (Germany), March 1991 : proceedings of the symposium. — Bochum: RILEM, 1991.
80. Roman Serykh. Concrete Quality Control in Design of Concrete Components (англ.) // International Symposium of Concrete Engineering, Nanjing (China), 1991 : proceedings of the symposium. — Nanjing, 1991.
81. R. Serykh, A. Akirova, V. Slepokurov. Use of Fly Ash in Cellular Concretes (англ.) // International Conference on the Utilization of Fly Ash and Other Coal Combustion By-Products, Shanghai (China), September 1991 : proceedings of the conference  / Electric Power Research Institute. — Shanghai, 1991.
82. Серых Р. Л. О некоторых итогах выполнения ГНТП «Стройпрогресс-2000» // Бетон и железобетон. — М.: Стройиздат, 1991. — № 12. — ISSN 0005-9889.
83. Серых Р. Л. Исследования по созданию новой техники и технологии в области бетона и железобетона // Промышленное строительство. — М.: Стройиздат, 1992. — № 4. — ISSN 0869-7019.
84. Серых Р. Л., Ярмаковский В. Н. Нарастание прочности бетона во времени // Бетон и железобетон. — М.: Стройиздат, 1992. — № 3. — С. 19—21. — ISSN 0005-9889.
85. Серых Р. Л. Доклад о программе «Стройпрогресс» // Вестник Российского Союза строителей. — М., 1992.
86. Серых Р. Л. Требования к бетонам по основным зарубежным нормативам // Строительные материалы и изделия  / ВНИИТНПИ. — М., 1992. — Вып. 5.
87. Серых Р. Л. Строительная индустрия : решение экологической проблемы // Строительство в России : прогресс науки и техники. — 1993. — № 1. — С. 63—67.
88. Серых Р. Л. Новое в технологии бетона // Промышленное и гражданское строительство. — М.: ПГС, 1993. — № 2. — ISSN 0869-7019.
89. R. Serykh, B. Bagrov. Technoloqy of Production of Unburnt Pelletized Concrete Aggregates With the Use of Water of Urban Sewage Treatment Plants (англ.) // First International Conference of CIB TG 16 on Sustainable Construction, Tampa, Florida (USA), 6-9 November 1994 : proceedings of the conference  / edited by Charles J. Kibert. — New York, 1994. — P. 435—439.
90. Серых Р. Л. Проблемы долговечности бетонных и железобетонных конструкций // Долговечность материалов, конструкций и сооружений. Оценка, прогноз. — М.: РААСН, 1995.
91. Серых Р. Л., Бисенов К. А. К вопросу о гидратации газозолобетона // Депонированные научные работы : реферат. сб. — Алматы: КазгосИНТИ, 1995. — № 6265—Ка 95.
92. Серых Р. Л., Бисенов К. А., Байтасов К. Б. Основные физико-механические свойства монолитного газобетона на основе барханного песка // Депонированные научные работы : реферат. сб. — Алматы: КазгосИНТИ, 1995. — № 6266—Ка 95. — С. 16.
93. Серых Р. Л. Новые технологии в программе «Стройпрогресс» // Бетон и железобетон. — М.: Стройиздат, 1995. — № 2. — ISSN 0005-9889.
94. Бондаренко В. М., Серых Р. Л., Римшин В. И. Силовое сопротивление материалов, конструкций и зданий // Бетон и железобетон. — М.: Стройиздат, 1995. — № 3. — ISSN 0005-9889.
95. Серых Р. Л., Залесов А. С. Новое в стандартизации бетона // Бетон и железобетон. — М.: Стройиздат, 1995. — № 4. — ISSN 0005-9889.
96. Серых Р. Л. Вопросы экологии в технологии бетона // Бетон и железобетон. — М.: Стройиздат, 1995. — № 5. — ISSN 0005-9889.
97. Серых Р. Л. Направления развития базы малоэтажного строительства // Бетон и железобетон. — М.: Стройиздат, 1996. — № 2. — ISSN 0005-9889.
98. Серых Р. Л. Строительно-технические свойства высокопрочного товарного бетона // Бетон и железобетон. — М.: Стройиздат, 1997. — № 1. — ISSN 0005-9889.
99. Серых Р. Л., Залесов А. С. Развитие методов расчета и нормативной базы железобетонных конструкций // Бетон и железобетон. — М.: Стройиздат, 1997. — № 3. — ISSN 0005-9889.
100. Михайлов К. В., Серых Р. Л., Звездов А. И. 70-летие НИИЖБа // Бетон и железобетон. — М.: Стройиздат, 1997. — № 5. — ISSN 0005-9889.
101. Серых Р. Л. Формирование и реализация приоритетов в научной и технической политике // Известия высших учебных заведений. Строительство : науч.-теоретич. журн. — Новосибирск: Новосибирская государственная академия строительства, 1997. — № 9. — С. 68—72. — ISSN 0536-1052.
102. Бондаренко В. М., Назаренко В. Г., Серых Р. Л., Щербаков Е. Н. Методы учета развития длительных деформаций при расчете конструкций // Российская архитектурно-строительная энциклопедия (РАСЭ). Наука, материалы и технологии в строительстве России XXI века : сб  / ВНИИНТПИ ; под ред. Е.В. Басина. — М.: Внешторгиздат, 1998. — Т. 5. — 532 с.
103. Бондаренко В. М., Залесов А. С., Серых Р. Л. Тенденции будущего развития сборного строительства // Бетон и железобетон. — М.: Ладья, 1998. — № 1. — С. 2—4. — ISSN 0005-9889.
104. Серых Р. Л. Научно-технологические аспекты ресурсосбережения в строительстве // Вестник отделения строительных наук, вып. 2. — М.: РААСН, 1998. — С. 337—340.
105. Серых Р. Л. Наука о бетоноведении и технический прогресс // Бетон и железобетон. — М.: Ладья, 1999. — № 5. — ISSN 0005-9889.
106. Серых Р. Л. Строительство в XXI веке // Строительные материалы, оборудование и технологии XXI века. — М.: Композит, 1999. — № 6(8). — ISSN 1729-9209.
107. Серых Р. Л., Щербаков Е. Н. Проблемы прогнозирования длительных деформаций бетона // Труды МГОУ : сб. науч. тр. — М.: МГОУ, 1999.
108. Серых Р. Л. Некоторые вопросы энергоресурсосбережения // Строительные материалы, оборудование и технологии XXI века. — М.: Композит, 2000. — № 7(16).
109. Серых Р. Л. Качественные показатели бетона при его увлажнении // Бетон и железобетон. — М.: Ладья, 2000. — № 6. — С. 4—5. — ISSN 0005-9889.
110. Серых Р. Л., Мальцев В. В. Проблемы кодификации знаний в области прикладных технологий // Бетон и железобетон. — М.: Ладья, 2001. — № 2. — С. 3—5. — ISSN 0005-9889.
111. Серых Р. Л. Проблемы энергоресурсосбережения в строительстве // Труды секции «Строительство» Российской инженерной академии : сб. науч. тр. — М.: РИА, 2001. — Т. 1, вып. 2.
112. Трусканов Б. И., Ярмолинский В. М., Серых Р. Л. Методология проектирования многоэтажных гаражей в городских условиях // 15 лет создания системы управления московским инвестиционно-строительным комплексом : сб. тезисов докладов. — М.: АСВ, 2003.
113. Анцибор А. В., Серых Р. Л. Проблемы контроля качества штукатурных и кладочных растворов // Бетон и железобетон. — М.: Ладья, 2003. — № 4. — С. 25—27. — ISSN 0005-9889.
114. Серых Р. Л. Прогресс в строительных технологиях через новые знания // Строительные материалы, оборудование и технологии XXI века. — М.: Композит, 2003. — № 6. — ISSN 1729-9209.
115. Серых Р. Л. Концептуальный взгляд на проблему типов зданий и сооружений для обеспечения дорожного сервиса // Труды МАДИ. Строительные конструкции зданий и сооружений дорожного сервиса : сб. науч. тр. — М.: МАДИ (ГТУ), 2003.
116. Серых Р. Л., Зверев И. В. Категории качества в структуре системы кодификации знаний в строительстве // Труды МАДИ. Строительные конструкции зданий и сооружений дорожного сервиса : сб. науч. тр. — М.: МАДИ (ГТУ), 2004.
117. Серых Р. Л. Градостроительные задачи гаражного строительства // Строительные материалы, оборудование и технологии XXI века. — М.: Композит, 2004. — № 6(65). — С. 50—51. — ISSN 1729-9209.
118. Башлыков Н. Ф., Вайнер А. Я., Серых Р. Л., Фаликман В. Р. Комплексные пластифицирующие ускоряющие добавки на основе суперпластификатора С-3 и промышленных смесей тиосульфата и роданида натрия // Бетон и железобетон. — М.: Ладья, 2004. — № 6. — С. 13—16. — ISSN 0005-9889.
119. Серых Р. Л. Проблема типологии зданий и сооружений для обеспечения дорожного сервиса // Современные проблемы формирования архитектурно-строительной среды жизнедеятельности. — Воронеж: РААСН, 2005.
120. Серых Р. Л. О рекомендациях по предпроектным решениям зданий и сооружений на автомобильных дорогах // Труды МАДИ. Исследования материалов и конструкций для зданий и сооружений дорожного сервиса : сб. науч. тр. — М.: МАДИ (ГТУ), 2005.
121. Серых Р. Л., Башлыков Н. Ф., Вайнер А. Я., Фаликман В. Р. Комплексные пластифицирующие ускоряющие добавки на основе суперпластификатора С-3 и промышленных смесей тиосульфата и роданида натрия // II-я Всероссийская конференция по бетону и железобетону : сб. тр. конф. — М., 2005. — Т. 3.
122. Серых Р. Л., Башлыков Н. Ф. Практические способы управления усадочными процессами в цементных системах при монолитном строительстве // Бетон и железобетон. — М.: Ладья, 2006. — № 5. — С. 2—4. — ISSN 0005-9889.
123. Башлыков Н. Ф., Maйорова И. И., Серых Р. Л. Добавки на основе тиосульфата и роданида натрия для производства бетонных работ в зимнее время // Бетон и железобетон. — М.: Ладья, 2007. — № 2. — С. 14—17. — ISSN 0005-9889.
124. Башлыков Н. Ф., Maйорова И. И., Серых Р. Л. Комплексные полифункциональные добавки на основе тиосульфата и роданида натрия для бетонов массового применения // Бетон и железобетон. — М.: Ладья, 2007. — № 3. — С. 2—5. — ISSN 0005-9889.

Документы по стандартизации
В составе авторского коллектива.
1. ВСН 65.12—83. Инструкция по технологии изготовления и проектирования бетонных и железобетонных конструкций на основе шлакощелочного бетона / Минпромстрой СССР. — М., 1983.
2. ГОСТ 21520—89. Блоки из ячейстых бетонов стеновые мелкие. Технические условия / Госстандарт СССР. — М.: Издательство стандартов, 1989.
3. ГОСТ 24452—80. Бетоны. Методы определения призменной прочности, модуля упругости и коэффициента Пуассона / Государственный комитет СССР по делам строительства. — М.: Издательство стандартов, 1981.
4. ГОСТ 24544—81. Бетоны. Методы определения деформаций усадки и ползучести / Госстандарт СССР. — М.: Издательство стандартов, 1981. — 198 с.
5. ГОСТ 24545—81. Бетоны. Методы определения выносливости / Госстандарт СССР. — М.: Издательство стандартов, 1981.
6. ГОСТ 25485—89. Бетоны ячеистые. Технические условия / Государственный строительный комитет СССР. — М.: Издательство стандартов, 1989.
7. ГОСТ 26633—85. Бетоны тяжелые и мелкозернистые. Технические условия / Госстрой СССР. — М.: Издательство стандартов, 1985.
8. ГОСТ 27005—86. Бетоны легкие и ячеистые. Правила контроля средней плотности / Госстрой СССР. — М.: Издательство стандартов, 1986.
9. ГОСТ 29167—91. Бетоны. Методы определения характеристик трещиностойкости (вязкости разрушения) при статическом нагружении / Госстрой СССР. — М.: Издательство стандартов, 1992.
10. ГОСТ 24544-81. Методы определения деформаций усадки и ползучести / Государственный комитет СССР по делам строительства. — М.: Издательство стандартов, 1985.
11. ОСТ 67—10—84. Бетоны тяжелые шлакощелочные. Технические условия / Минтяжстрой СССР. — М., 1984.
12. ОСТ 67—12—84. Конструкции и изделия бетонные и железобетонные сборные из шлакощелочного бетона. Общие технические требования / Минтяжстрой СССР. — М., 1984.
13. РСН 336—84. Изготовление и применение шлакощелочных вяжущих, бетонов и конструкций / Госстрой УССР. — Киев, 1984.
14. РСТ 5025—84. Бетоны тяжелые шлакощелочные. Технические условия / Госстрой УССР. — Киев, 1984.
15. СНиП 2.03.01—84. Бетонные и железобетонные конструкции / Госстрой СССР. — М.: ЦИТП Госстроя СССР, 1989.

Методические пособия и рекомендации
В составе авторского коллектива.
1. Методические рекомендации по технологии бетонирования, проектирования и расчету конструкций из шлакощелоченых бетонов / ЦНИИОМТП Госстроя СССР. — М., 1985.
2. О применении бетонных и железобетонных конструкций и изделий из шлакощелочных бетонов : Инструктивное письмо № ИИ-4191-15 от 23.08.84 г. Госстроя СССР / Госстрой СССР. — М., 1984.
3. Пособие по проектированию предварительно напряженных железобетонных конструкций из тяжелых и легких бетонов (к СНиП 2.03.01-84). Ч. 1 / ЦНИИпромзданий Госстроя СССР; НИИЖБ Госстроя СССР. — М.: ЦИТП Госстроя СССР, 1988.
4. Рекомендации по учету ползучести и усадки бетона при расчете бетонных и железобетонных конструкций / Ю. В. Зайцев, В. М. Бондаренко, Р. Л. Серых. — М.: Стройиздат, 1988.
5. Рекомендации по изготовлению и применению бетона на алинитовых цементах / НИИЖБ Госстроя СССР. — М.: НИИЖБ, 1982.
6. Рекомендации по организации производства и применения неавтоклавного ячеистого бетона в сельском строительстве / НИИЖБ Госстроя СССР, Трест «Оргтехсельстрой». — М.: НИИЖБ, 1986.
7. Рекомендации по приготовлению и применению изделий и конструкций из бетонов на основе алюминиатных цементов / НИИЖБ Госстроя СССР. — М.: НИИЖБ, 1986. — 55 с.
8. Рекомендации по проектированию, изготовлению и применению бетонных и железобетонных конструкций из тяжелых шлакощелочных бетонов для сельского строительства / Минсельстрой СССР, ЦНИИЭПсельстрой. — М., 1985.
9. Рекомендации по расчету и изготовлению конструкций из бетонополимеров / НИИЖБ Госстроя СССР. — М.: НИИЖБ, 1980. — 21 с.
10. Рекомендации по расчету конструкций из шлакощелочных бетонов / НИИЖБ Госстроя СССР. — М.: НИИЖБ, 1983.
11. Рекомендации по учету ползучести и усадки при расчете бетонных и железобетонных конструкций / НИИЖБ Госстроя СССР. — М.: НИИЖБ, 1986.

Учебные пособия
1. Методические указания по курсу «Обследование и испытание сооружений» для студентов V курса ПГС / Р. Л. Серых, К. Л. Ковлер. — М.: ВЗПИ, 1990.
2. Методические указания по курсу «Преддипломная практика и дипломное проектирование» для студентов VI курса ПГС / Р.Л.Серых [и др.]. — М.: МИКХиС, 1997.